# Leopold von Wiese
Leopoldo Max Walther von Wiese und Kaiserswaldau (Kłodzko, 2 de dezembro de 1876 — Colônia (Alemanha), 11 de janeiro de 1969) foi um sociólogo e economista alemão.

## Biografia
Wiese foi professor de sociologia na Universidade de Colônia a partir de 1919, e foi presidente da Sociedade alemã de sociologia (Deutsche Gesellschaft für Soziologie) até 1933. Publicou obras importantes sobre la ética. Em 1954 foi vice-presidente da Associação Internacional de Sociologia.

## Obras (seleção)
- Sociologia: historia y principales problemas. Barcelona: Labor, 1932.
- Systematic sociology: on the basis of the Beziehungslehrer and Gebildelehre. Nova York: John Wiley, 1932.
- Co-autor de: Analyse des mobiles dominats qui orientent l’activité des individus dans la vie sociale. vol. 2, 1938.
- Ethik in der Schauweise der Wissenschaften vom Menschen und von der Gesellschaft. Berna: A. Francke, 1947.